# Roger Hargreaves
Pour les articles homonymes, voir Hargreaves.
Œuvres principales
- Monsieur Madame

Charles Roger Hargreaves, né le 9 mai 1935 à Cleckheaton dans le comté du Yorkshire au Royaume-Uni et mort le 11 septembre 1988 à Tunbridge Wells dans le Kent, est un illustrateur et auteur britannique de livres pour enfants. Il est le créateur des séries Monsieur Madame (Mr. Men et Little Miss en anglais), traduite dans une vingtaine de langues. Ses livres ont été vendus à plus de cent millions d'exemplaires dans le monde.

## Biographie

### Jeunesse
Roger Hargreaves, qui se passionne pour la lecture et le cricket durant son enfance, souhaite devenir dessinateur. Il abandonne ses études à 18 ans pour travailler dans la blanchisserie de son père, puis effectue son service militaire dans la Royal Air Force.

### Carrière
À la fin des années 1950, Roger Hargreaves s'installe à Amsterdam et travaille comme concepteur-rédacteur dans plusieurs agences de publicité. En 1970, il fonde Slip City, une société produisant du film inversible. Hargreaves crée son premier personnage, Monsieur Chatouille (Mr. Tickle en anglais), en 1971.
Désireux de passer plus de temps en famille, il se lance dans la littérature d'enfance en créant de courtes histoires illustrées mettant en scène des personnages symbolisant des comportements humains, comme Monsieur Grincheux (Mr. Grumpy) et Monsieur Sale (Mr. Messy). Ses six premiers ouvrages sont publiés par l'éditeur Fabbri and Partners (en) en 1971 sous le titre The Mr books. Six nouveaux livres paraissent trois ans plus tard, la série est alors renommée Monsieur Bonhomme (Mr. Men).
Dès les années 1960 Roger Hargreaves signe des accords de partenariat avec des fabricants, notamment de jouets et de vêtements, afin de vendre des produits dérivés à l'effigie de ses personnages, ce qui augmente leur notoriété. Il écrit 53 livres dans la série Mr. Men avant de lancer Little Miss en 1981, à la demande de son éditeur américain. La série est construite sur le même principe, mais avec des personnages féminins. Hargreaves écrit trente livres dans la série Little Miss. Au début des années 1980, les ventes de ses deux séries au Royaume-Uni dépassent les 80 millions d'exemplaires. À sa mort en 1988, ses livres sont traduits en vingt-cinq langues et 85 millions d'exemplaires ont été vendus dans le monde.
Les livres pour enfants de Roger Hargreaves font partie de la culture populaire depuis plus de vingt-cinq ans. Durant les années 2000, leurs ventes dépassent les cent millions d'exemplaires, faisant de lui le second auteur britannique le plus lu, derrière J. K. Rowling.

### Après sa mort
Après l'accident vasculaire cérébral qui cause le décès de leur père, deux des enfants de Roger Hargreaves, Adam et sa sœur Amelia Beddoe, reprennent la série Mr. Men and Little Miss. Après une année préparatoire au Brighton College of Art, Adam Hargreaves suit des cours dans un établissement agricole et devient éleveur. Il prend la suite de son père à sa mort et est l'auteur de cinq nouveaux livres,. Amelia Hargreaves suit une formation dans l'immobilier, puis devient secrétaire de direction. Elle travaille avec son frère à partir de 1997 et se charge de développer le marchandisage.
En 2004, la société Chorion acquiert les droits sur la série. La famille Hargreaves était détentrice des droits de publication et de marchandisage, les droits d'adaptation cinématographique ayant déjà été vendus à la société Mr Films. Adam Hargreaves occupe un rôle de consultant créatif à mi-temps auprès de Chorion.

## Vie personnelle
Roger Hargreaves se marie en 1960 avec Margaret Heard, fille d'un fermier de Dorchester. Le couple a quatre enfants. L'auteur meurt le 11 septembre 1988 à Tunbridge Wells dans le Kent à la suite d'un accident vasculaire cérébral.